# Michel Potay
 (septembre 2023).
La mise en forme du texte ne suit pas les recommandations de Wikipédia : il faut le « wikifier ».
Les points d'amélioration suivants sont les cas les plus fréquents. Le détail des points à revoir est peut-être précisé sur la page de discussion.
- Les titres sont pré-formatés par le logiciel. Ils ne sont ni en capitales, ni en gras.
- Le texte ne doit pas être écrit en capitales (les noms de famille non plus), ni en gras, ni en italique, ni en « petit »…
- Le gras n'est utilisé que pour surligner le titre de l'article dans l'introduction, une seule fois.
- L'italique est rarement utilisé : mots en langue étrangère, titres d'œuvres, noms de bateaux, etc.
- Les citations ne sont pas en italique mais en corps de texte normal. Elles sont entourées par des guillemets français : « et ».
- Les listes à puces sont à éviter, des paragraphes rédigés étant largement préférés. Les tableaux sont à réserver à la présentation de données structurées (résultats, etc.).
- Les appels de note de bas de page (petits chiffres en exposant, introduits par l'outil «  Source ») sont à placer entre la fin de phrase et le point final[comme ça].
- Les liens internes (vers d'autres articles de Wikipédia) sont à choisir avec parcimonie. Créez des liens vers des articles approfondissant le sujet. Les termes génériques sans rapport avec le sujet sont à éviter, ainsi que les répétitions de liens vers un même terme.
- Les liens externes sont à placer uniquement dans une section « Liens externes », à la fin de l'article. Ces liens sont à choisir avec parcimonie suivant les règles définies. Si un lien sert de source à l'article, son insertion dans le texte est à faire par les notes de bas de page.
- La présentation des références doit suivre les conventions bibliographiques. Il est recommandé d'utiliser les modèles {{Ouvrage}}, {{Chapitre}}, {{Article}}, {{Lien web}} et/ou {{Bibliographie}}. Le mode d'édition visuel peut mettre en forme automatiquement les références.
- Insérer une infobox (cadre d'informations à droite) n'est pas obligatoire pour parachever la mise en page.

Pour une aide détaillée, merci de consulter Aide:Wikification.
Si vous pensez que ces points ont été résolus, vous pouvez retirer ce bandeau et améliorer la mise en forme d'un autre article.
Pour les articles homonymes, voir Potay.
Frère Michel est le nom donné par ses disciples à Michel Potay, un Français né à Suresnes, le 11 juillet 1929 et mort le 9 mars 2025 à Bordeaux, qui a fondé en 1974 le mouvement spirituel des Pèlerins d'Arès.

## Biographie
Dès l'âge de 18 ans, en 1947, Michel Potay s’engage dans la Marine Nationale. Réformé pour cause de maladie, il est envoyé dans un sanatorium de la Marine à Briançon où il poursuit des études d'ingénieur. En 1955, il se retrouve ingénieur physicien à Paris, puis à Lyon dès l’année suivante. De 1958 à 1964, il prend la direction d’une usine dans la banlieue lyonnaise.
Né dans une famille marxiste, Michel Potay est athée et rationaliste à l’âge de vingt ans, puis communiste actif jusqu’en 1988, puis anti-communiste. En 1964, il s'intéresse à l'ésotérisme (voyance occulte), en fondant sa propre pratique basée sur les théories des occultistes de la fin du XIXe siècle et sur les « pouvoirs secrets de l'homme », et en faisant référence aux expériences télépathiques menées par la marine américaine. Il ouvre à Lyon, sous le nom de Michael Berkeley, un cabinet d'occultisme et de psychothérapie où il pratique la voyance, le magnétisme curatif et la télékinésie.
En 1968, il se marie à Bourges avec Christiane Négaret, et ils ont trois filles, Nina (1969), Anne (1970) et Sara (1975).
Michel Potay se convertit à l'orthodoxie et après des études en théologie à l’Institut de Théologie Orthodoxe Saint-Denis à Paris, il est ordonné diacre en 1969 par l'évêque Jean de Saint-Denis dans l’Église catholique orthodoxe Saint-Irénée à Paris. Peu après, il fonde à Bourges où il réside jusqu'en 1973 la paroisse orthodoxe de la Sainte-Trinité. En 1970, il se sépare de l'Église catholique orthodoxe de France et sollicite l’incardination de sa communauté de Bourges dans l’Église Patriarcale Russe. C'est dans les Balkans qu'il est alors ordonné prêtre le 14 avril 1971, et consacré évêque le lendemain, des mains de l’évêque Mitrophane Nikiforov.
Il mène alors en parallèle ses fonctions ecclésiastiques et thérapeutiques, comme de nombreux autres évêques indépendants en France à l'époque. De fait, le cadre ecclésiastique donne une nouvelle légitimité à sa pratique de guérisseur qui se poursuivra tout au long des premières années du mouvement d'Arès.

### Expériences spirituelles
En janvier 1974, Michel Potay s'établit à Arès, en Gironde, où il achète une ancienne hôtellerie pour y installer une communauté de prière.
C'est là dans sa nouvelle demeure que, du 15 janvier au 13 avril 1974, Jésus lui serait apparu, de nuit, à son domicile, lors de 40 "veillées", pour lui dicter l' "Evangile donné à Arès", qu'il publie quelques mois plus tard sous la forme d'un ouvrage de 94 pages. Trois ans plus tard, du 2 octobre au 22 novembre 1977, de nouveau la nuit, à 5 reprises, il aurait entendu la voix de Dieu s'adressant à lui, issue d'un bâton de lumière, et c'est à la suite de ces théophanies qu'il rédige un texte intitulé "Le Livre", recueil des paroles entendues avec de nombreuses notes explicatives.
Ces deux ouvrages forment ensemble la révélation d'Arès, considérée par ses disciples comme un texte sacré, au même titre que la Bible et le Coran. Dès lors, Michel Potay ne se considère plus comme évêque mais comme « un pèlerin qui a rencontré son Seigneur à Arès. ». Il quitte l'église et se consacre à la prédication, tandis que le mouvement des Pèlerins d'Arès se répand progressivement un peu partout en France et à l'étranger.